# 카운터시그널링
카운터시그널링(countersignaling)은 지위가 높은 사람이 지위가 낮은 사람에 비하여 그 지위를 나타내는 방식에 대해 덜 투자한다는 현상을 설명하는 용어이다. 이러한 지위의 판단기준으로는 생산성, 부, 유명세 등이 있을 수 있다. 외부에 자신을 드러내는 신호에는 명함, 옷 등의 다양한 방식이 존재하는데, 높은 지위에 있는 사람은 이러한 신호들에 투자를 적게 하는 경향이 있다. 이러한 형태의 행동은 '애써 과시하지 않음으로써 오히려 자신을 과시하는' 것으로 해석될 수 있다.

## 같이 보기
- 핸디캡 원리